# موسى البديري
الشيخ موسى إبراهيم البديري     (1871 - 1947) هو موسى بن إبراهيم بن عثمان بن الشيخ محمد بن بدير بن حبيش الشافعي المقدسي. وُلِد في القدس عام 1871 وتوفي عام 1947. تلقّى علومه في الأزهر الشريف   حيث درس الشريعة والفقه الإسلامي ومن ثم عاد إلى القدس وباشر عمله في الوعظ والإرشاد مستعينا بمكتبة جده الشيخ محمد البديري  إلا أنّه عاد والتحق بكلية الشريعة في الأستانة وبعد تخرّجه عاد إلى القدس ليدرس العلوم الإسلامية في المدرسة الصلاحية معزّزاً إياها بحلقات الدروس الدينية والتي كان يعقدها في مكتبة البديري.

## عمله
عمل الشيخ موسى في القدس قاضياً وتم إبعاده من قِبَل الحاج أمين الحسيني إلى حيفا إثر خلافٍ بينهما حول معارضته استعمال الحاج أمين لأحد الدور الموقوفة في باب السلسلة حيث إنّ الشيخ موسى كان يعارض استغلال أصحاب النفوذ للممتلكات العامة. وبعد عمله في حيفا انتقل إلى مدينة نابلس وعمل أيضاً قاضياً فيها.
عاد إلى القدس وأكمل عمله بالقضاء وانتُخِب كرئيسٍ قيميّ الصخرة المشرفة. انتخب ليرأس مجلس علماء فلسطين حيث كان له غرفة بالحرم القدسي يعقد فيها الندوات ويدرس فيها الطلبة. درس الشريعة في الكلية الصلاحية التي أنشأها جمال باشا والتي عادت اليوم للرهبان الفرنسيين. كان يستقبل كبار علماء المسلمين وهم في طريقهم للحج والعمرة للتدارس في أمور الإسلام والمسلمين وله عدة مؤلفات ضُمَّت إلى مكتبة جدّه الشيخ محمد بدير. كان عالماً تقياً ورعاً مستقيماً نزيهاً عن اللسان والبنان سديد الإيمان والتمسك بالإسلام، بروحه وجوهره دون قشوره، يرفض البدع ويتوخّى الدقة والصدق والأمانة والإخلاص في حياته وعمله وقد كان على شدة تدينه والتزامه بتعاليم الإسلام وأوامره ونواهيه متسامحاً مع من يخالفه الرأي إلا في حقيقة الدين، والقرآن، والأحاديث الصحاح المتفقة مع القرآن.
كان يستند في هذا إلى أنّ الشريعة الإسلامية هي الشريعة السمحاء ويهتدي بما جاء في قوله جل وعلا «وادْعُ إلى سبيل ربك بالحكمة والموعظة الحسنة وجادلهم بالتي هي أحسن ولو كنت فظاً غليظ القلب لنفضوا من حولك». وقد كان يفهم الدين الإسلامي على أنّه ثورة على الوثنية والظلم والتسلّط والاستبداد والاستغلال والأنانية والاحتكار، ودعوة إلى الحبّ والإخاء والمساواة إذْ لا عبودية إلا لله، وأنْ لا فضل لأحدٍ على الآخر إلا بالتقوى وأنّ الخلق كلهم عيال الله أحبّهم إليه أنفعهم لعياله، ودعوة إلى التكافل والتضامن والتعاون والإيثار، «ويؤثرون على أنفسهم ولو كان بهم خصاصة»، ورفض الاقتتال والتنابز والأنانية والتنافس إلا في خدمة خلق الله وإحقاق الحق وإعلاء كلمة الله.

## اثناء مقاومة الاحتلال
منذ احتلال القدس في أوائل ديسمبر سنة 1917م من قِبَل الإنجليز بقيادة الجنرال اللنبي، تعرّض الشيخ موسى لمضايقات السلطات العسكرية فكان كثيراً ما يُستدعى للتحقيق معه في الدروس التي كان يلقيها في الحرم والتي كان يحذّر المسلمين فيها من موالاة الإنجليز والاطمئنان إليهم والتعاون معهم، وكانت عنده حلقات درسٍ في علوم الدين والفقه واللغة العربية والتي كان يعقدها في الجامع والمدرسة الملاصقة لدار البديري الكبيرة في باب الحبس مقابل المجلس الإسلامي الأعلى والتي تضمّ قبْر الجدّ الكبير للعائلة الشيخ محمد بن بدير منشئ الجامع والمدرسة وموقفها.
وقعت مشادّات ومصادمات بين الشيخ موسى البديري وبين الحاكم العسكري آنذاك الجنرال "ستروس" إلى حدّ أنّه فكّر جدياً بالهجرة إلى الحجاز هرباً من أذاهم. قبل منتصف سنة 1921م عُيّن الحاج أمين الحسيني مفتياً خلفاً لأخيه كامل الحسيني الذي توفّي في هذه السنة، وتجدر الإشارة هنا إلى أنّه سبق تعيين المفتي حملة شعبية واسعة تطالب بتعين الحاج أمين الحسيني مفتياً خلفاً لأخيه المتوفّى رغم أنّه لم يفُزْ في الانتخابات التي أُجرِيت بين العلماء وكان ذلك تعبيراً عن التضامن معه كطريدٍ للسلطة وتأييداً له في كفاحه ضد الانتداب ووعد بلفور والهجرة اليهودية الصهيونية. كان الشيخ موسى البديري من بين المرشحين ونال أصواتاً أكثر من الأصوات التي نالها الحاج أمين الحسيني غير أنّ عائلة البديري عامة والشيخ عبد الرحمن البديري وكامل البديري خاصة كانا من أنصار تعيين الحاج أمين وأنشط الدعاة له. ذلك لأنّ الحاج أمين الحسيني كان من الوجهة السياسية أنسب من الشيخ موسى البديري الذي كان ورعاً تقياً والسياسة تتطلب الخداع والمكر والدهاء.